# Pogrzeb kartofla
Pogrzeb kartofla – polski dramat obyczajowy z 1990 roku w reżyserii i według scenariusza Jana Jakuba Kolskiego. Film, osadzony w realiach tużpowojennej Polski okresu reformy rolnej, porusza temat antysemityzmu na polskiej prowincji. Początkowo Pogrzeb kartofla został negatywnie przyjęty przez polskich krytyków filmowych, lecz z czasem doczekał się wyważonych analiz, upatrujących w nim zniuansowanego portretu wzajemnych napięć pomiędzy chłopstwem a ziemiaństwem w zmieniającym się ustroju politycznym.

## Fabuła
Pogrzeb kartofla powstał z inspiracji rodzinną historią reżysera Jana Jakuba Kolskiego. Jego dziadek po kądzieli, popielawski rymarz Jakub Szewczyk (w filmie przemianowany na Mateusza), był szefem obwodu Armii Krajowej, który w 1946 roku wrócił z pobytu w obozie zagłady w Auschwitz-Birkenau. Syn Jakuba, Wacław (ekranowy Jurek), został zamordowany przez byłego podkomendnego, który przeszedł na stronę Urzędu Bezpieczeństwa.
Akcja Pogrzebu kartofla dzieje się w 1946 roku, w trakcie przeprowadzania zapoczątkowanej w 1944 roku reformy rolnej. Filmowy Mateusz dowiaduje się, że do śmierci Jurka przyczynili się usłużni nowej władzy mieszkańcy folwarku. Co więcej, chłopi pragną pozbyć się także samego Mateusza, biorąc go za Żyda. W akcie desperacji Mateusz zsuwa przed sąsiadami spodnie, pokazując obozowy numer z czerwonym trójkątem z literą P, oznaczającym więźnia politycznego oraz nie-Żyda, Polaka. Film kończy alegoryczna scena, w której Mateusz obserwuje chłopca zakopującego w ziemi trzy kartofle. Ten wyjaśnia, że został wyrzucony z transportu do obozu zagłady przez jego żydowską rodzinę, podczas gdy oni sami zginęli w Zagładzie (chłopiec używa sformułowania „Wiesz chyba, co się robi z Żydami”).

## Obsada aktorska
Źródło: Filmpolski.pl

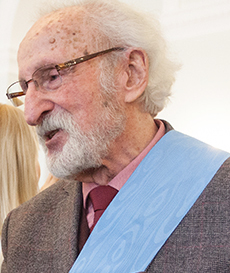
Franciszek Pieczka (2017)

- Franciszek Pieczka – Mateusz Szewczyk
- Adam Ferency – Stefan Gorzelak
- Mariusz Saniternik – Pasiasia
- Ewa Żukowska – Mierzwowa
- Grażyna Błęcka-Kolska – dziedziczka Lachowiczowa
- Bogusław Sochnacki – szewc Mazurek
- Grzegorz Heromiński – Władzio Rzepecki
- Feliks Szajnert – Andrzejewski
- Katarzyna Łaniewska – Mazurkowa
- Irena Burawska – Kusidełka
- Henryk Niebudek – kapitan
- Andrzej Jurczak – Mierzwa
- Krystyna Feldman – Maryśka, matka Gorzelaka
- Jan Jankowski – Jurek Szewczyk, syn Mateusza
- Joanna Jankowska-Hussakowska(inne języki) – Hanka
- Lech Gwit – geometra Franuś
- Wiesława Grochowska

## Produkcja

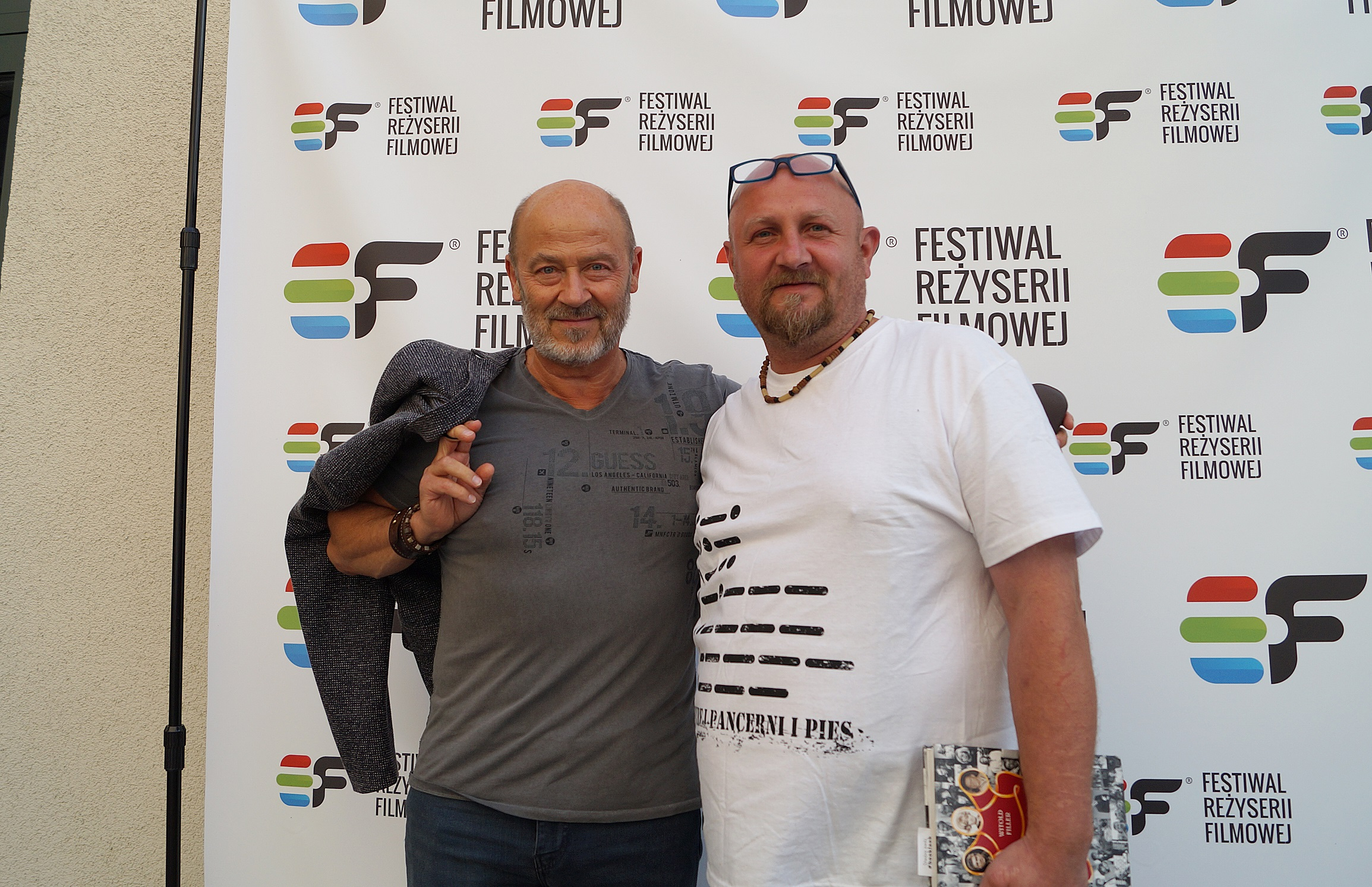
Jan Jakub Kolski, reżyser filmu (2018)

Pogrzeb kartofla był pełnometrażowym debiutem reżyserskim Jana Jakuba Kolskiego, nakręconym w momencie transformacji ustrojowej w Polsce. Film, wyprodukowany w Studiu Filmowym im. Karola Irzykowskiego pod opieką artystyczną Wojciecha Marczewskiego, był kręcony w rodzinnej wsi Kolskiego, Popielawach. Za zdjęcia do utworu Kolskiego odpowiadał Wojciech Todorow; za scenografię – Jacek Turewicz; natomiast muzykę do filmu napisał Zygmunt Konieczny. Film zmontowała Ewa Pakulska.
Rolę Mateusza zagrał Franciszek Pieczka, od którego występu zaczęła się ustawiczna współpraca z Kolskim. Pieczka wystąpił łącznie w ośmiu filmach Kolskiego, z czego ostatnim było Serce, serduszko (2014) .

## Odbiór
Pogrzeb kartofla w Polsce zebrał przeważnie negatywne recenzje, które zdradzały jednak bezradność krytyków wobec tematu filmu. Przykładowo, Tomasz Jopkiewicz z „Filmu” pisał o debiucie Kolskiego jako „koszmarze […] filmowanym bez przekonania”, natomiast Mateusz Werner dezawuował kwestię filmowego antysemityzmu słowami: „Czy tamci ludzie byli tacy? Kolski nie może tego wiedzieć – jest na to zbyt młody. Ja zresztą również”. Bożena Janicka stawiała z kolei Kolskiemu zarzut nieudanego naśladownictwa powieści Malowany ptak Jerzego Kosińskiego: „Poetyka filmu: inferno, cel – artystyczny”. Sam Kolski zdecydowanie odrzucał ów zarzut, twierdząc, że przed napisaniem scenariusza Pogrzebu kartofla nie znał utworu Kosińskiego, co uczynił dopiero po usłyszeniu głosów krytyki. Kosińskiego odrzucił jako „mało zdolnego pisarza”. Natomiast słowa Wernera reżyser po latach kwitował następująco: 
[…] dostawałem pytania, czemu trzydziestoczterolatek sięga po temat wojny, która go nie dotyczy. Nie dotyczy? Dobre sobie. Kilkanaście lat na paru metrach kwadratowych z dziadkiem i babcią z takimi dziurami w sercach, że było przez nie widać Amerykę .
Głosom krytyków towarzyszyło jednak również odrzucenie Pogrzebu kartofla przez publiczność. Podczas premierowych pokazów film w 1991 roku obejrzało zaledwie 5768 widzów. Na Festiwalu Polskich Filmów Fabularnych nagrodzony został jedynie Zygmunt Konieczny (za kompozycję do filmu). Jedynie dzięki wstawiennictwu francuskiego krytyka Gilles’a Jacoba Pogrzeb kartofla pokazano na Festiwalu Filmowym w Cannes, gdzie film został pozytywnie przyjęty i otrzymał wyróżnienie Un Certain Regard.
Kulturoznawczyni Klaudia Węgrzyn upatrywała w Pogrzebie kartofla psychoanalitycznej wykładni ukutego 15 lat po powstaniu filmu pojęcia „prześnionej rewolucji” Andrzeja Ledera, wedle której klasa chłopska podczas II wojny światowej nie tylko podświadomie pragnęła pozbycia się klasy posiadaczy (ziemian, Żydów), ale w obliczu zmian ustrojowych doszukiwała się Żydów u osób nimi niebędących. Zdaniem Jakuba Zajdla narracja Pogrzebu kartofla układa się w spiralę; zło wyrządzone przez chłopów wraca do nich, a Szewczyk, zamiast wyjechać, zmusza mieszkańców do poniesienia odpowiedzialności za przemoc, jakiej dopuszczono się na jego synu.
Filmoznawca Sebastian Jagielski usprawiedliwiał z kolei częściowo zachowanie filmowych antybohaterów: „Chłopi są tu prymitywni, chytrzy i bezwzględni, ale też – jak sugeruje Kolski – po latach poniżeń, życia w nędzy i zależności od dworu i pana wreszcie mają szansę odbić się od dna”. Jagielski dopowiadał zarazem, że to negatywny odbiór Pogrzebu kartofla w chwili premiery spowodował, że „w kolejnych filmach reżyser zwrócił się w stronę realizmu magicznego, ludowej baśniowości, a czasami nawet cepelii”.